# 가브리엘레 단눈치오
가브리엘레 단눈치오(Gabriele d'Annunzio, 1863년 ~ 1938년)는 이탈리아의 시인·소설가·극작가이다.
아브루치의 페스카라에서 태어났다. 카르두치의 영향을 받은 1880년 시집 <조춘(早春)>으로 인정받았다. 정력적인 작가로 시집 13권, 단편집 4권, 소설 8권, 극작 17편, 그 밖에 평론, 산문집 등이 있다. 1893년에 <죄없는 자>의 불역(佛譯)이 나와 세계적인 명성을 떨쳤다. 1910년에 빚 때문에 프랑스로 도피, 1915년 제1차 세계대전에 조국 이탈리아의 참전을 주장하고 귀국, 그해 7월 의용군에 가담하여 전선에서 활약하였으나 그 이듬해 비행 중 오른쪽 눈이 실명되었다. 종전 후 국제 연맹의 결정에 항의하여 피우메 시(市)를 점령하는 장거를 감행하였다. 1921년 동시를 자국군에 인계하고 귀국, 1924년 몬테 네보소공(公)으로 봉(封)함을 받아 파쇼 정부로부터 예우를 받았다. 1938년 가루다 호반에서 사망하였다.

## 작품 세계

### 시 및 소설 작품
그는 프랑스 자연주의와 니체의 영향을 받았다. 그의 시는 풍부한 시어를 자유롭게 구사하며 활기에 찬 운율로 생의 환희를 노래하며 관능적 미가 넘치는 것이었다. 특히 <하늘과 땅과 바다와 영웅의 찬가>중의 제3권 <알초네>(1904) 가운데에 우수작이 많다. 19세기 말 퇴폐적인 남부 유럽적 향락을 구가하는 소설도 많이 썼는데, <쾌락>(1889), <죄없는 자>(1892), <죽음의 승리>(1894) 등이 걸작이다. 육체의 쾌감을 추구하면서 항시 불안에 괴로워하는 향락주의자의 심리를 시와 같이 응축된 문체로 묘사하고 있다. 어느 작품에나 대중 취향을 꺼려한 니체적인 초인사상(超人思想)의 흔적을 찾아 볼 수 있다. 한없는 미의 추구자이던 그는 동양 문물에도 흥미를 가져 이를 작품 속에 취급한 것이 있다.

### 희극 작품
1898년 <봄의 새벽꿈>을 가지고 극단에 등장했다. 이듬해에 발표된 <가을 저녁의 꿈>과 함께 대화체의 시(詩)라고 할 수 있는 것인데 연극성은 빈약하다. 산문으로 쓰여진 3작품 <죽은 마을>(1898) <라 지오콘다> <영광>(1913)도 지나치게 대사에만 의존하여 무대에서의 성공을 얻지 못하였다. 이에 대하여, 낭만파가 묘사한 중세라는 이질적인 피비린내나는 황량한 세계에서, 단테로부터 힌트를 얻어 엮은 사랑의 이야기를 전개한 시극(詩劇) <프란체스카 다 리미니>(1902)는 단눈치오의 본령(本領)을 보인 것이며, 또한 <요리오의 처녀>(1904)는 원시 기독교를 배경으로 한 농민극으로, 신앙의 기적과 동물적인 욕정의 대립에 고도의 긴장을 보이는 걸작으로, 각기 성공을 거두었다. 또한 <배(船)>(1906)는 고도의 서정성이 있는 작품으로서 연출가에게 큰 흥미를 주며, 그리스 비극에서 취재한 <페드라>(1909)와 함께 주목된다.

### 여성 편력
그는 단신에 과히 뛰어난 외모가 아니었음에도 불구하고 원한다면 어떤 귀족 부인이든 사로잡을 수 있는 매력을 지녔다.
부드러운 음색과 달콤한 수사어로 상대를 찬미했으며, 과감하고도 은근한 눈길로 여성을 사랑에 빠지게 했다.

## 같이 보기
- 모리스 바레스